# Avenue Léon Mahillon
Pour les articles homonymes, voir Mahillon.
L'avenue Léon Mahillon (en néerlandais : Léon Mahillonlaan) est une avenue bruxelloise de la commune de Schaerbeek qui va de la place des Chasseurs Ardennais jusqu'au carrefour Topaze-Émeraude-Milcamps en passant par l'avenue Félix Marchal, la rue Victor Hugo et l'avenue du Diamant.
Cette avenue porte le nom d'un militaire belge, Léon Mahillon, né à Molenbeek-Saint-Jean le 26 avril 1854 et décédé à Bruxelles le 19 janvier 1896.

## Adresses notables
- no 22 : Delhaize Chazal
- nos 30-32 : Immeubles du Foyer Schaerbeekois
- nos 57-59 : Immeubles du Foyer Schaerbeekois
- no 110 : Toile Cirée